# Alba (Canazei)
Alba (Delba auf Ladinisch) ist eine Fraktion der italienischen Gemeinde (comune) Canazei in der Provinz Trient, Region Trentino-Südtirol.

## Lage
Der Ort liegt im Fassatal auf 1517 m s.l.m. am Ufer des Avisio, entlang der Strada statale 641 del Passo Fedaia, etwa einen Kilometer von Canazei entfernt. Alba hat eine Pfarrkirche und ist sowohl im Sommer als auch im Winter ein beliebtes Touristenziel. Alba ist mit der Sellaronda durch die Seilbahn Ciampac verbunden.

## Söhne und Töchter des Ortes
- Francesco Jori (1889–1960), Bergsteiger
- Toni Valeruz (* 1951), Extremskifahrer